# Самаритянин (фільм, 2022)
«Самаритянин» (англ. Samaritan) — фантастична драма режисера Джуліуса Ейвері. У головній ролі: Сильвестр Сталлоне. Вихід в прокат відбувся у 2022 році.

## Сюжет
Дія фільму відбувається через два десятиліття після епічної сутички супергероя з лиходієм, після якої супергерой зник. У центрі сюжету один хлопець, який знайомиться зі старим, який мешкає у сусідньому будинку, і починає розуміти, що старий і є той супергерой…

## В ролях
| Актор              | Роль                          |
| ------------------ | ----------------------------- |
| Сильвестр Сталлоне | Стенлі Комінскі / Самаритянин |
| Джейвон Волтон     | Сем Клірі                     |
| Пілу Асбек         | Сайрус                        |
| Даша Поланко       | Тіффані Клірі                 |
| Мойзес Аріас       | Реза                          |
| Мартін Старр       | Альберт Касьє                 |
| Шамейк Мур         | Девін Холлоуей                |
| Генрі Ґейл Сандерс | Артур Холлоуей                |